# Maria Mesrian

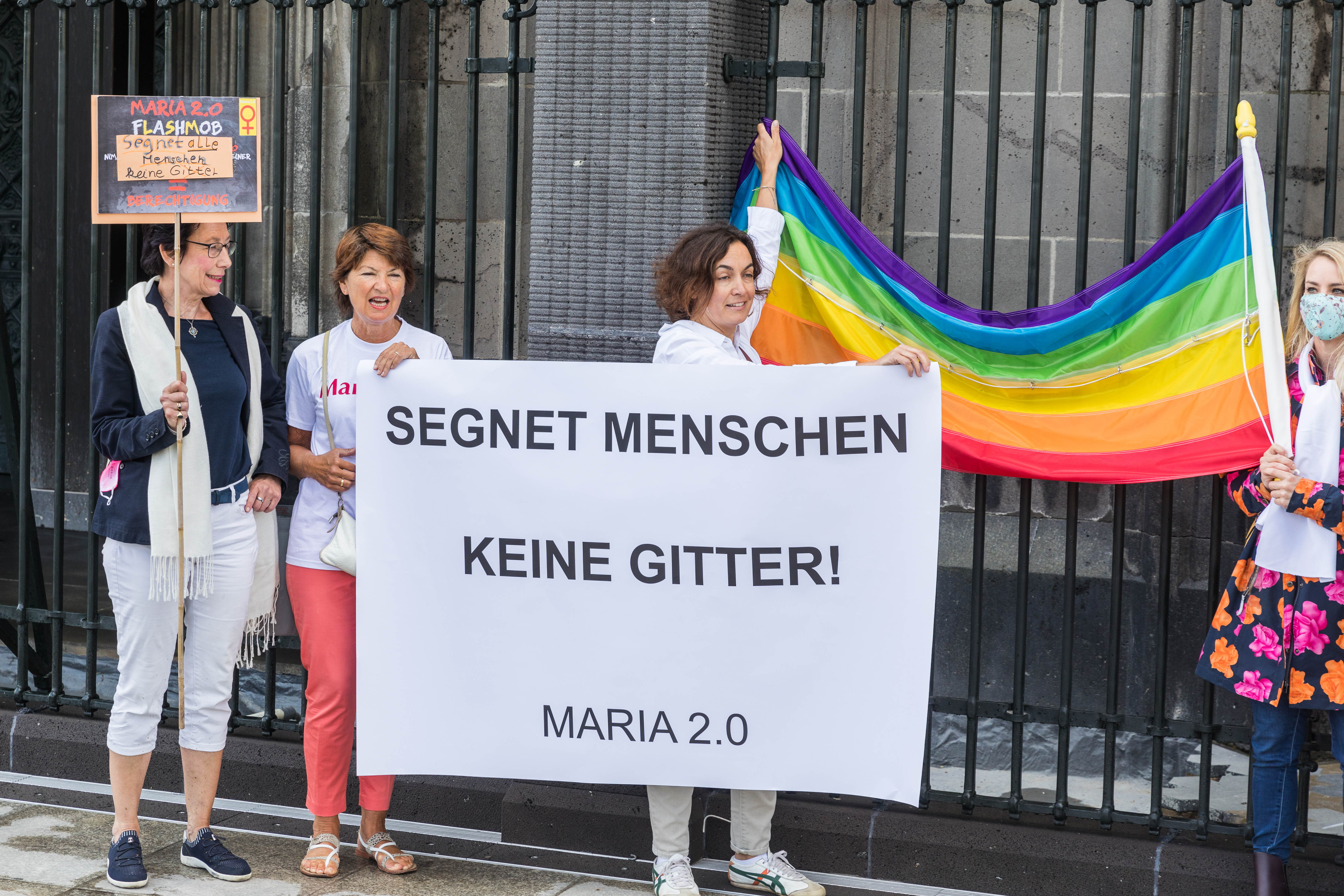
Maria Mesrian (Mitte) mit weiteren Maria-2.0-Aktivistinnen am Kölner Dom (2020)

Maria Mesrian (* 1974) ist eine deutsch römisch-katholische Theologin, Aktivistin und Autorin.

## Leben und Wirken
Mesrian studierte römisch-katholische Theologie und arbeitete als Pressereferentin beim ZDF. Seit 2019 engagiert sie sich in der Reforminitiative Maria 2.0, die sich für eine umfassende Aufklärung der Missbrauchsfälle in der katholischen Kirche, für eine Aufhebung des Pflichtzölibats, einen Zugang für Frauen zu den Weihämtern und demokratischere Strukturen in der Kirche starkmacht.
Mesrian ist Mitgründerin des Kölner Vereins Umsteuern Robin Sisterhood e.V., der mit „Leuchtzeichen“ eine unabhängige Beratungsstelle für Betroffene von sexualisierter Gewalt im kirchlichen Kontext betreibt und sich mit Ausstellungen, Konzerten und Tagungen für die Aufarbeitung und Entschädigung von Missbrauchsbetroffenen einsetzt. Der Verein lädt ausgetretene Kirchenmitglieder ein, ihre Kirchenbeiträge für die Hilfe gewaltbetroffener Menschen zu spenden.
Die Theologin trat als Gesprächspartnerin in den Medien auf und bezieht öffentlich Stellung zu Fragen der Reform der römisch-katholischen Kirche.

## Veröffentlichungen und Bücher
- mit Lisa Kötter: Entmachtet diese Kirche und gebt sie den Menschen zurück. bene!, München 2022, ISBN 978-3-96340-228-9.